# Wu Mingqian
Dans ce nom chinois, le nom de famille, Wu, précède le nom personnel.
Pour les articles homonymes, voir Wu.
Wu Mingqian est une joueuse d'échecs chinoise née le 8 janvier 1961 en Chine, qui fut la deuxième joueuse chinoise à obtenir le titre de grand maître international féminin en 1985.

## Biographie et carrière
Wu Mingqian participa à deux reprises aux tournois interzonaux féminins :
- en  1985 à Jeleznovodsk où elle finit deuxième avec 10,5 points sur 15 derrière Marta Litinska et se qualifia pour le tournoi des candidates au championnat du monde féminin ;
- en 1987, à Smederevska Palanka où elle finit onzième-douzième ex æquo sur seize joueuses avec 5,5 points sur 15.

Lors du tournoi des candidates de 1985 à Malmö, elle termina à la huitième et dernière place.
Wu Mingqian représenta la Chine lors de quatre olympiades féminines de 1980 à 1986, jouant à chaque fois au deuxième échiquier et marquant à chaque fois plus de la moitié des points (la Chine finit quatrième de la compétition en 1988 et cinquième en 1982 et 1984).